# Maibowle

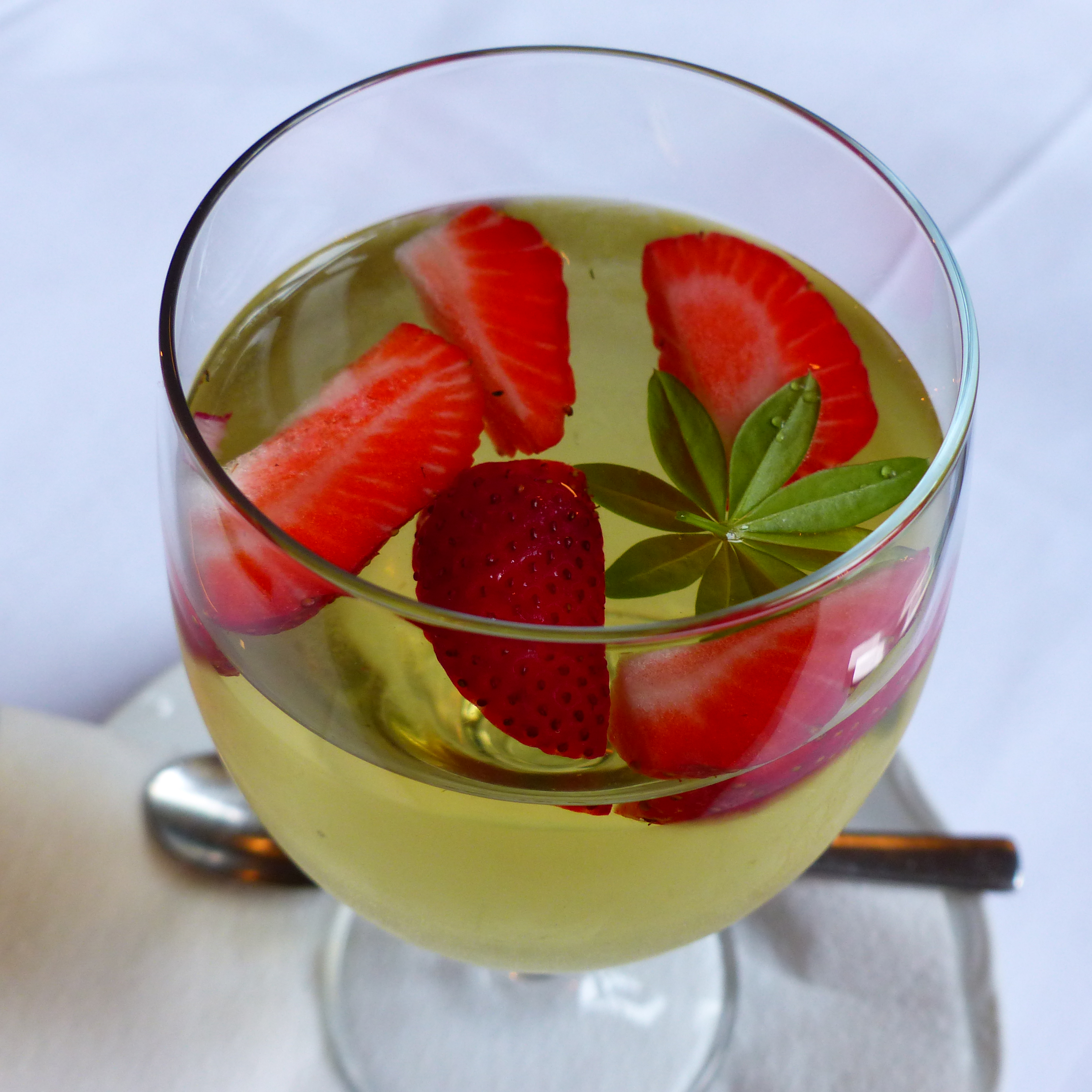
Maibowle mit Erdbeeren

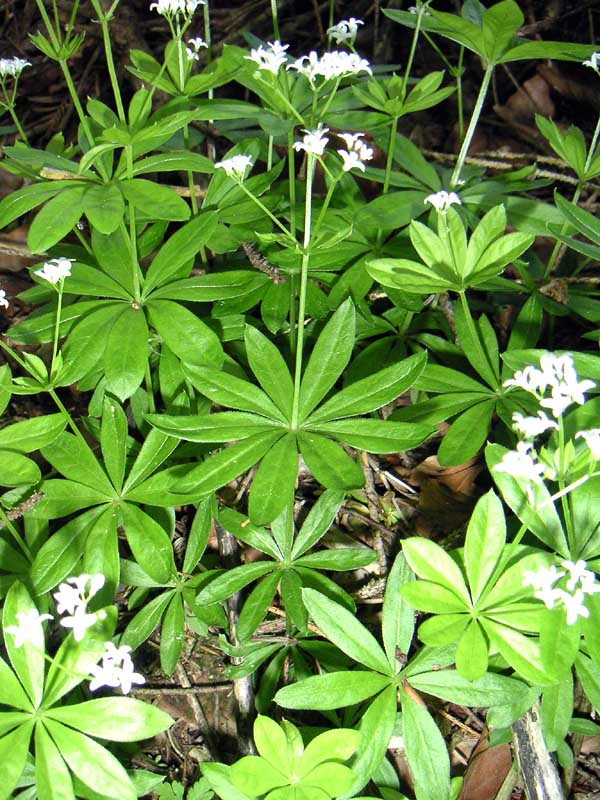
Waldmeister

Eine Maibowle (auch Waldmeisterbowle, Maiwein oder Maitrank) ist eine Bowle, die mit dem typischen intensiven Aroma des Waldmeisters versetzt wird.

## Geschichte
Die erste Erwähnung des „Maiweins“ erfolgte durch den Benediktinermönch Wandalbertus aus dem Kloster Prüm im Jahre 854. Er wurde als medizinisches Getränk zur Stärkung von Herz und Leber im Kloster ausgeschenkt. Der ursprüngliche Maitrank beinhaltete noch die Blätter der schwarzen Johannisbeere und der Gundelrebe. Aufgrund seines Geschmacks und seiner anregenden Wirkung wurde der Waldmeister schon bei den Wikingern zum Aromatisieren von Bier geschätzt.

## Vorbereitung
Das Aroma stammt von dem Inhaltsstoff Cumarin und entwickelt sich besonders bei welkenden oder trockenen Blättern. Cumarin liegt im Waldmeister eigentlich als Cumaringlykosid vor, und erst beim Trocknen wird das aromatisch duftende Cumarin abgespalten. Meist wird der Waldmeister vor der Blüte gesammelt, da der Cumaringehalt des Waldmeisters dann niedriger als später ist. Es sollten höchstens etwa drei Gramm frisches Kraut je Liter Bowle verwendet werden. In Studien konnte nachgewiesen werden, dass die Nebenwirkungen wie Kopfschmerzen, Schwindel und Übelkeit nur bei übermäßigem Verzehr und Überdosierung auftreten.

## Klassisches Maibowle-Rezept
Das traditionelle Rezept für Maibowle beinhaltet 1,5 Liter trockenen Weißwein auf 0,75 Liter halbtrockenen Sekt, also ein Mischverhältnis von 2:1. Zum Wein kommt ein Bund Waldmeister, den man zunächst über Nacht trocknen lässt oder kurz einfriert, damit sich sein Aroma entfalten kann. Dann hängt man das Bündel an einem Faden so in den Wein, dass die Stielenden herausschauen. Die Stängelenden sollten nicht in den Wein tauchen, da sonst neben dem Aroma auch unerwünschte Bitterstoffe freigesetzt werden können. Nach 30 Minuten wird der Waldmeister entfernt, damit die Bowle nicht bitter wird, und der aromatisierte Wein wird mit Sekt aufgegossen, eventuell gezuckert und bei Bedarf mit Eis gekühlt.